# اردشیرنامه
اردشیرنامه مثنوی ۶ هزار بیتی به زبان فارسی است که توسط شاهین شیرازی، شاعر یهودی ایرانی در قرن ۸ه.ق/۱۴ م. سروده شده‌است. وزن این شعر بر پایه «حزج مسدس اخرب مقبوز محذور» (- - ᴗ ᴗ | - ᴗ - ᴗ | - -) و به الفبای عبری است و تا حدی بر پایه کتاب استر پایه‌گذاری شده و قهرمان‌هایش اردشیر (اخشورشِ کتاب استر) و استر (هدسه)، دختر یهودی-ایرانی از شهر شوش است.
منظومه اردشیرنامه با ستایش خدا آغاز می‌شود و با نعت و منقبت حصرت موسی و هارون ادامه می یابد، سپس شاعر به مدح سلطان ابوسعید ایلخانی (د717 ق/ 1317م) می‌پردازد.

## شاهین شیرازی
شاهین شیرازی از نخستین و برجسته‌ترین شاعران پارسی گوی یهودی است که از لحاظ کیفیت و کمیت اشعار، سرآمد دیگر شاعران یهود محسوب می‌شود.
کاتبان یهود در نسخه‌های خطی، او را مولانا شاهین شیرازی نامیده‌اند. از محل دقیق تولد و نام عبری او اطلاع دقیقی در دست نیست، هر چند از کاشان و شیراز به عنوان محل تولد او نام برده اند، در هیچ‌یک از تذکره‌های فارسی نامی از شاهین شیرازی و آثار وی نیامده است. این امر با فارسی-یهودی بودن اشعار او ارتباط دارد. اردشیرنامه از مهمترین آثار فارسی-یهودی است که شاهین آن را در قالب مثنوی و در بحر هزج مسدس اخرب سروده و آن را در ۷۳۳ ق/ ۱۳۳۳ م به پایان برده است.

## موضوع منظومه
جدا از بخش مقدمه که ستایش به خدا، موسی و برادرش هارون و مدح حکمران زمانش ابوسعید ایلخانی (حکومت ۷۱۷-۷۳۶ ه.ق/۱۳۱۷-۱۳۳۵ م.) است، اردشیرنامه را می‌توان به پنج قسمت جدا کرد:
1. قسمت اول، توصیف شجره‌نامه شاهان ایرانی، یعنی اجداد اردشیر (یا بهمن، که در اواخر به کار رفته) و قهرمان‌ها مثل لهراسب، گرشاسب، اردشیر، زال، رستم، میلاد و پشوتن به همراه دشمنان تورانی اش است. این قسمت به‌کرات الگو گرفته از شاهنامه است، گرچه تفاوت‌های جزئی دارد (مثل نام چهار پسر اسفندیار).[۵]
2. قسمت دوم، مستقیماً مجذوب کتاب استر شده، در آن داستان عشق و ازدواج بین اردشیر و دختر نبوکدنصر، وشتی، و بعدتر بین او و دختر یهودی، استر، کسی که در آخر ملکه ایران می‌شود و یهودیان را از خطر تباهی نجات می‌دهد.[۶]
3. قسمت سوم، نامربوط به کتاب استر، درباره داستان پرجزئیات (که حدود سی فصل طول می‌کشد) از عشق بین شیرویه، پسر اردشیر و وشتی، و مهرزاد، شاهدخت چینی (کسی که شیرویه هنگام سفر شکار او را می‌بیند) است. بر اثر شیفتگی شیرویه به شاهدخت، با او به چین سفر می‌کند. به دنبال ازدواج، ماهیار به دنیا می‌آید. بعد از سلسله ماجراجوئی، شیرویه در آخر در دریا غرق می‌شود.[۷]
4. قسمت چهارم، که عموماً بازتاب وقایع توصیف شده در کتاب استر است، در مورد عمق عشق اردشیر و زندگی اش به استر و داستان توطئه‌هایمان برای نابود قوم یهود(استر، فصل ۳)، تلاش مشترک استر و مردخای برای نجات هم کیشانشان (استر، فصل ۴-۸) و اعدام‌هامان و پسرانش (استر، آیه ۷:۹) بحث می‌کند. در این شرح و تفسیر در زمینه این قسمت، شاهین از منابع تلمودی و میدراشی بهره می‌جوید.[۸]
5. قسمت پنجم، با کوروش بزرگ سروکار دارد. کسی که بر پایه سخن شاهین، و (با کمی تفاوت) بر مبنای منابع اسلامی (یعنی طبری)، حاصل ازدواج اردشیر و استر است. آشکار است که این افسانه پایه تاریخی ندارد.[۹]

در قسمت نتیجه گیری اردشیرنامه، شاهین تقوا و پرهیزگاری کوروش را می‌ستاید ولی داستان را به قصد تکمیل آن در اثر دیگرش به نام عزرانامه، ناتمام می‌گذارد. اجزای اردشیرنامه در ۱۹۱۰ در اورشلیم توسط حاخام شعمون بخارایی منتشر شد.
اردشیرنامه از لحاظ موضوعی به بخش‌های مختلف تقسیم می‌شود. بخشی از آن که به وصف پادشاهان و پهلوانان ایرانی همچون گشتاسب، کیقباد، لهراسب، ارجاسب، رستم، اسفندیار و اردشیر(بهمن) و جز آن اختصاص دارد، با اندکی اختلافی، از دانشنامه فردوسی اقتباس شده‌است. در بخش‌های دیگر مثنوی مانند حکایت عاشق شدن اردشیر به وشتی، دختر بختنصر (نبوکدنصر)، آزار و اذیت دختران بنی یعقوب توسط وشتی یا داستان عاشقانه اردشیر و استر، رویدادها و چهره‌ها از کتاب استر برگرفته شده‌است.
در بخشی دیگر از مثنوی، کوروش ثمره ازدواج اردشیر و استر مظهر همبستگی و آمیزش قوم یهود و ملت ایران معرفی گردیده است. در بیشتر مجموعه فارسی - یهودی بلافاصله در ادامه اردشیرنامه می‌آید و از لحاظ محتوا در واقع ادامه داستان کوروش است. این بخش مبتی بر «کتاب عزرا» و روایات مربوط به تجدید بنای اورشلیم در زمان کوروش است. عزرانامه شامل 599 بیت است و نسخه‌های خطی نیز از آن موجود است.

## آثار دیگر
از شاهین شیرازی اثری به نثر دیده نشده است. آثار منظوم دیگر وی عبارتند از : 
1. موسی نامه
2. داستان یوسف و زلیخا
3. برشیت نامه.